# Geoffrey Wigdor
Geoffrey Wigdor (New York, 23 januari 1982) is een Amerikaans acteur.

## Carrière
Wigdor begon in 1990 met acteren in de televisieserie The Baby-Sitters Club. Hierna heeft hij nog meerdere rollen gespeeld in televisieseries en films zoals Loving (1993-1995), One Life to Live (1997-1998), Guiding Light (1999), Sleepers (1996) en Third Watch (2002).
Wigdor woont in New York en is naast acteur ook actief als makelaar.

## Filmografie

### Films
Uitgezonderd korte films.
- 2010 White Irish Drinkers – als Danny Leary
- 2010 A Buddy Story – als Geoffrey Wigdor
- 2008 Leaf – als fan van Colt
- 2003 Levity – als Abner Easley
- 1999 In Dreams – als Vivian Thompson
- 1996 Sleepers – als jonge John Reilly
- 1994 It Runs in the Family – als Flick

### Televisieseries
Uitgezonderd eenmalige gastrollen.
- 2002 Third Watch – als Ryan Buckley – 3 afl.
- 1993 – 1995 Loving – als John Roger Forbes - 49 afl.